# Järnåldersdös
Järnåldersdös är en typ av förhistorisk gravanläggning som förekommer uteslutande i västra Småland och angränsande delar av Halland, med tyngdpunkt i trakterna kring sjön Bolmen. De består av resta hällar eller block som bildar ett rum, med en takhäll över. Vanligtvis är gravens väggar utformad av tre hällar och med en sida öppen. I förhållande till de äldre stenkammargravarna är järnåldersdösen av mindre storlek. I Sverige klassificeras den som fornlämning och förekommer på 35 lokaler i Götaland, företrädesvis på gravfält i Halland och i Finnveden i västra Småland.
Jämåldersdösar kan generellt dateras till äldre järnålder. Deras utbredning avviker från andra tidiga järnålderstyper. De är geografiskt knutna till Finnveden i områdets södra del. Utbredning är olik de förhistoriska gravamas allmänna utbredning. Förekomsten är lokaliserad till ömse sidor om gränsområdet mellan Finnveden och Halland. Finnvedens järnåldersdösar pekar inte på att Finnveden som enhet fanns redan i äldre järnålder utan de tolkas som en gravtradition och att Finnveden hade gemensamma gravtraditioner med delar av nuvarande Halland.
Ture J Arne konstaterade i början av 1900-talet att gravtraditionen saknar motsvarigheter i övriga Norden och Europa, utom möjligen i ett område på Krim vid Svarta havet, och spekulerade i om det kunde röra sig om folkvandringstida kontakter mellan goter på Krim och befolkningen i Finnveden. Arne kopplade även gravskicket till folkslaget finnaithe, som omnämns av Jordanes som en av de skandinaviska stammarna och som brukar tolkas som invånarna i Finnveden.
I området Värend, Finnveden och Njudung registrerades vid förstagångsinventeringen 1950 111 jämåldersdösar fördelade på 33 lokaler och de registrerades på 23 av ekonomiska kartans blad. 108 av de 111 järnåldersdösarna fanns på gravfält, så de är ovanliga utanför gravfält till skillnad från hällkistor som bara till 1 % ligger på gravfält.
Jämåldersdösen är en sällsynt gravtyp. Bara några få jämåldersdösar har blivit undersökta. Undersökningar från tidigt 1900-tal daterade gravskicket till romersk järnålder (1 – 400 e. Kr.) utifrån föremålsfynd. Lennart Carlie placerar fynden till sen romersk järnålder. På 2000-talet har några stormskadade järnålderdösar undersökts och dokumenterats. En av dessa kunde dateras till övergången mellan folkvandringstid och vendeltid (mitten av 500-talet e. Kr.), dels genom kol-14-datering och genom fynd av en dräktnål från folkvandringstid.
Jämåldersdösama uppträder på gravfält tillsammans med treuddar, domarringar och kvadratiska stensättningar och generellt är datering till äldre järnålder därför logisk. Genomsnittligt fanns 5 jämåldersdösar per kartblad men antalet varierade från 1 till 28 stycken. Jämåldersdösama var koncentrade till västra delen av de tre folklanden och absolut flest inom Finnveden. Undantaget i Värend finns på två gravfält i Vislanda RAÄ 101 och 102 med vardera en jämåldersdös.